# 第1回オールガールズクラシック
第1回オールガールズクラシックは、2023年10月2日から4日まで、松戸競輪場にて開催された、ガールズケイリンのGI競走である。優勝賞金は700万円（副賞込み）。

## レースプログラム
三日間とも、敗者戦も含めて全て後半6レースで行われた。なお、前半6レースはアンダーカードとして、オールガールズクラシックとは別であっせんされたガールズケイリン（格付けはFII。2レースずつ3グループ）が行われた。
初日の予選競走においては、男子の共同通信社杯と同様に、選考順位に基づいた自動編成で決定された。
| 優秀 | 2（月）        | 3（火） | 4（水） |
| ---- | -------------- | ------- | ------- |
| 7R   | 予選           | 選抜    | 選抜    |
| 8R   | 予選           | 選抜    | 選抜    |
| 9R   | 予選           | 選抜    | 選抜    |
| 10R  | 予選           | 準決勝  | 特選    |
| 11R  | 予選           | 準決勝  | 特選    |
| 12R  | ティアラカップ | 準決勝  | 決勝    |

## 決勝戦

### 競走成績
- 10月4日（水）第12レース[3][4]
- 誘導員…佐藤壮（ 千葉）[3]

| 着 | 番 | 選手名   | 齢 | 府県   | 期別 | 級班 | 着差    | 上り | 決ま り手 | S/J H/B | 個人 状況    |
| -- | -- | -------- | -- | ------ | ---- | ---- | ------- | ---- | --------- | ------- | ------------ |
| 1  | 3  | 佐藤水菜 | 24 | 神奈川 | 114  | L1   |         | 10.0 | 捲り      |         |              |
| 2  | 6  | 吉川美穂 | 30 | 和歌山 | 120  | L1   | 3車身   | 10.2 | 差し      | S       |              |
| 3  | 1  | 久米詩   | 24 | 静岡   | 116  | L1   | 1車輪   | 10.5 |           |         | 重注（斜行） |
| 4  | 2  | 児玉碧衣 | 28 | 福岡   | 108  | L1   | 3/4車身 | 10.7 |           | HB      |              |
| 5  | 7  | 石井寛子 | 37 | 東京   | 104  | L1   | 1/2車身 | 10.3 |           |         |              |
| 6  | 5  | 尾方真生 | 24 | 福岡   | 118  | L1   | 3/4車身 | 10.6 |           |         |              |
| 7  | 4  | 太田りゆ | 29 | 埼玉   | 112  | L1   | 1車身   | 10.8 |           |         |              |

### 配当金額
|  | 【未発売】 |

| 3=6 | 380円 | (6)  |
| 1=3 | 300円 | (4)  |
| 1=6 | 810円 | (11) |

|  | 【未発売】 |

| 3=6 | 1,440円 | (6) |

| 1=3=6 | 2,280円 | (9) |

| 3-6 | 1,780円 | (6) |

| 3-6-1 | 6,200円 | (21) |

### レース概略
当日は途中から降雨となり、決勝戦は激しい雨が降る中で行われた。スタートは吉川が取るも、尾方が2周回目で追い上げたため吉川が尾方を前に入れ、青板通過時点で尾方 - 吉川 - 久米 - 太田 - 児玉 - 佐藤  - 石井の順の並びで続く。打鐘から児玉が一気に車を上げて最終ホームは児玉が先頭に立ち、それに久米、尾方が続く。児玉が先行し、1コーナーから太田が捲りを放ち、その太田の後ろに続いた佐藤が2コーナーから更に一気に大外を捲り上げ、4コーナーで先頭に立ったあとは後続を引き離してゴール。上がりタイム10秒0であった。2着は直線で外を伸びた吉川、3着には久米が入り、逃げた児玉は4着に沈んだ。

## 特記事項
- 松戸でのGI開催は、脇本雄太[注 1]が制覇した2019年の第73回日本選手権競輪以来（なお、次回は久留米で開催された）。

- 他のグレードレースの開催日程の都合もあり、今回のみ10月の開催となった（次回大会以降は4月に開催される）。

- 今大会のキャッチフレーズは「女王になるのは、ワタシ」。

- 今開催をPRするテレビコマーシャルのナレーションは、尾河奈穂が担当した[5]。

- 今大会は女子選手のみの大会ということもあり、後述の通り実況は岩原紗也香が担当したほか、審判員についてもうち4名は女性審判員が担当[6]。

- 今大会の優勝賞金は500万円（本賞金。副賞込みでは700万円）。

- 初日の開会式での選手宣誓は、柳原真緒が担当[7]。なお、前年のALL GIRL'S 10th Anniversaryとは異なり今回開会式に出席した選手は特別選抜予選として行われたティアラカップに出場した7選手のみとなった。

- 最終日は決勝戦終了後、バンク内でhitomiによるスペシャルミニライブ[注 2]が行われた後、優勝した佐藤水菜へのインタビューと表彰式が行われた。表彰式後は佐藤によるスタンドへのカラーボールなど（記念品と交換できる）の投げ入れ、ファンとの記念撮影[注 3]が行われた。

- オールガールズクラシック単体の目標額は19億円[9]だったが、3日間の売上は21億8496万0600円[10]で目標をクリアした。

- シリーズ全体での目標額は25億円であったが[11]、三日間の総売上額は30億3670万3700円となり、目標額を5億円も上回る大成功となった[12][13]。なお、各日ごとの入場者数と売上額は、初日入場2,582人・売上9億8673万6700円[14]、2日目入場2,509人・売上9億4610万4200円[15][注 4]、最終日入場3,329人・売上11億386万2800円[13][注 5]。なお、単独のGI開催としての売上ワーストは大幅に更新している[注 6]。
  - 6169万9800円 - 本場
  - 5億2200万8300円 - 場外
  - 24億5299万5600円 - 電話・インターネット投票
  - 30億3670万3700円 - 計

### 放送関係
- 今回は、6月のパールカップ同様に地上波の中継は組まれなかった。代替としてBS放送では、BSテレ東にて最終日の20:00 - 20:54[注 7]に『ガールズケイリン・パーティー 第1回オールガールズクラシック（GI）決勝戦』にて決勝戦の生中継が行われた[16][17][注 8]。松戸現地からの生放送部分はリポーターは中根舞美アナウンサー、解説は滝澤正光、実況は中川聡アナウンサーが担当（レース映像はCS中継を制作した東京電設工業のものを使用）。なお、今回は地上波の深夜で放送されるダイジェストは放送されなかった。

- 決勝戦中継とは別に、テレビ東京《TXN系列 全6局ネット》にて開催前検日（1日）の16:00 - 16:45に事前特番として「今日もどこかで誰かが戦っている！ THE DAY OF FIGHT」を放送した[18]。

- 今回の場内実況は、普段松戸競輪場で実況を担当している藤崎俊明ではなく、小松島競輪場で実況を担当している岩原紗也香が全レースを担当している[19][注 9]。なお、競輪のGI決勝戦で女性が場内実況を担当したのはこれが初となった[注 10]。

### 競走データ
- 選手入場曲は、アンダーカードも含め全日全レースともに『FLY』（ALLY&DIAZ feat.MINMI&SATOSHI from 山嵐）。なお、ファンファーレも全レース通常のGI用が使われた（クラシック決勝戦のみGI決勝戦用）。

- 南円佳と太田美穂が欠場したことにより、補欠順位1位の黒河内由実と同2位の板根茜弥が繰り上げ出場となった。また、2日目の落車で佐伯智恵が途中欠場したため補欠順位3位の永禮美瑠が最終日のみ補充出走している。

- アンダーカード3グループの決勝戦優勝者は、（A／第4レース）刈込奈那（初優勝）、（B／第5レース）竹野百香（本格デビュー後初優勝。完全優勝）、（C／第6レース）石井貴子（106期）（完全優勝）。

- 優勝した佐藤水菜は、3日間とも全て1着の完全優勝で、オールガールズクラシック初代女王となった。